# 雷祖公馆
雷祖公馆，位于中国广东省湛江市雷州市白沙镇麻扶村，为湛江市雷州市的一个市级文物保护单位，类型为古建筑，公布时间为1994年9月13日。
雷祖公馆的历史年代为唐代。